# Szolgálat (vallás)
A szolgálat a vallásos élet egyik fő eleme. 
Az igaz hívő élet titka Isten szeretete és az emberek szolgálata. Az igaz élet mibenléte a szolgálat és az áldozat. Az isteni terv a munkát rendelte az ember fejlődéséhez. A szent írások alapján az ember életének célja az önzetlen szolgálat, nem pedig a képmutató, önző önfeláldozás. Ha feladatainkat jól végezzük és őszinte szívvel, akkor a jutalom magától érkezik. Minél több erőt fektetünk mások felemelésébe és szolgálatába, annál több isteni energia és kegyelem áramlik felénk. Az önzetlen szolgálat készíti fel a törekvőt az Istennel való találkozásra.
A vallások lényege, hogy jót tegyünk másokkal, szeretetet, könyörületet, őszinteséget és tisztaságot tanúsítsunk az élet minden területén. Az önzetlen szolgálat és a felebaráti szeretet nem hallgatni való erény vagy bemagolandó hittétel, hanem követendő példa, szemléltetni és sugározni való eszmény. 
Csak egy valódi vallás van: az igazság, a szolgálat és a szeretet vallása. A vallás elsőrendű célja, hogy szent életű embereket hívjon létre, templomok, mecsetek, zsinagógák, imaházak, királyságtermek és mandirok helyett.

## Kereszténység
Krisztus egész földi élete az önzetlen szolgálat élete volt. "Az embernek Fia nem azért jött, hogy néki szolgáljanak, hanem hogy ő szolgáljon" (Mt 20:28), – Ő, a nagy Tanító, minden cselekedetével erre tanította a követőit is.
Krisztus életével, tanításaival és példájával megvilágított tökéletes magyarázatát adta az önzetlen szolgálatnak, amelynek az eredete Istenben van. Isten nem önmagáért él. A világ megteremtésével és fenntartásával állandóan másokért szolgál. " [...] felhozza az ő napját mind a gonoszokra, mind a jókra és esőt ád mind az igazaknak, mind a hamisaknak" (Mt 5:45). A szolgálatnak ezt az ideálját Isten rábízta Fiára. Isten azért adta Jézust ennek a világnak, hogy az emberi nemzetségnek Ő legyen a feje, és hogy példájával megtaníthasson bennünket arra, hogy mit is jelent másokért élni. Jézus egész életét a szolgálat törvénye szerint élte le. Mindenkin segített, és mindenkinek szolgált. Így élte, így töltötte be Isten törvényét. Példájával megmutatta, hogy miként kell az igaz hívőknek is engedelmeskedniük Isten törvényének. Azok számára, akik már megkapták a szolgálatnak ezt a lelkét, a szolgálat lelkének ez lesz állandó leckéje a számunkra: "Szeretettel szolgáljátok egymást!" (Gal 5:13). Követői elkötelezik magukat arra, hogy életüket önzetlen szolgálatra adják oda. De nem csak egymásért. A munkamező számukra éppen olyan széles, terjedelmes, mint Mesterüké volt. A világ teli van azokkal, akiknek szükségük van segítségre. A szegények, a tehetetlenek, az ínségben levők, az öngyilkosság szélén levők, a segítségre szorulók mindenhol ott vannak.
```
„
Vegyétek fel magatokra az én igámat és tanuljatok tőlem !
” 
[
3
]
```

Jézus felszólítja a követőit, hogy hordják vele a szolgálat igáját Isten dicsőítésére és az emberiség felemelésére. 
Az önszeretet, az önimádat rontja meg a hívők életét. Amíg önző énük él, addig Istentől távoli utakon járnak.
A szolgálatra szólító iga Isten törvénye. Olyan szeretet-törvény az, ami az embert Jézus akaratához köti. Ha saját elgondolásainkra hagyatkozunk, saját akaratunk után megyünk, Sátán uszályába sodródunk, felvesszük jellemvonásait. Isten arra vágyik, hogy türelmesen és bölcsen vállaljuk a szolgálat kötelességét. A szolgálat igáját maga Krisztus hordozta emberként. Így szólt: „Azért szállottam le a mennyből, hogy ne a magam akaratát cselekedjem, hanem annak akaratát, aki elküldött engem” (Jn 6:38).
Jézus, akit az egész menny szolgált, azért jött el, hogy minden embernek a szolgája legyen. Mivel pedig Jézus mindenkit szolgált, őt is újból szolgálja és tiszteli az egész menny. Azoknak, akik rendelkeznek Krisztus isteni tulajdonságaival, követniük kell önzetlen szolgálatra hívó példáját.
A hívők a gondok terhe alatt sajognak, mert fel akarnak nőni a világi követelményekhez. A világ szolgálatát választották, elfogadták kuszaságait, magukévá tették szokásait. Így jellemük beszennyeződik, életük megkopik. Érvényesülésük, világi vágyaik kielégítése érdekében megsebzik lelkiismeretüket. Jézus hívja őket, hogy az Ő igáját hordozzák. Megparancsolja, hogy keressétek először Isten országát és igazságát, ígérete szerint minden, ami e földi élethez szükséges, megadatik. Akik elfogadják azt az egy elvet, hogy az Istennek való szolgálatot és az Ő tiszteletét mindenek fölé helyezik, azok aggodalmai szertefoszlanak, és a mennybe vezető ösvény tárul lábuk elé.
A hívőknek be kell iratkozniuk Krisztus iskolájába, amely felülemelkedést jelent a világ iskolájában tanult eszméken, szokásokon, nézőpontokon, gyakorlaton. Krisztus követőjének meg kell szabadulnia mindentől, ami ellenkezik az Isten iránti hűséggel.
A Biblia alapján Sátán minden igyekezetével arra törekszik, hogy a múló világot vonzóvá tegye az emberek számára, a földi gazdagság, rang, hírnév, szórakozások és az érzéki élvezetek keresése által, hogy ne vegyék észre az idő gyors múlását és az ítélet közeledtét. A világ mindig új szórakozást, izgalmat, új élvezetet és élvezeti szereket nyújt az emberek számára. Az emberek elmerülnek a világ nyújtotta elkápráztató nagy tűzijátékban, úgyhogy nem tudnak szabadulni a hatása alól. (A hinduizmus ezt a májá (illúzió) szóval fejezi ki.) Midőn azonban a földi élet múló érzéki élvezeteinek színes, tündöklő rakétái széthullanak, rájuk borul az éjszaka vak sötétsége, és végleg elmulasztják meglelni az élet igazi értelmét.
Jézus a világon élő emberek két csoportját mutatta be. A nagy sereg a széles úton robog a kárhozat felé, a kis csoport pedig a keskeny, göröngyös, felfelé haladó úton tart a mennyei haza felé. A széles útra vezető tágas kapu lelkesen csalogatja az embereket a tömegek által járt útra. Itt nincsenek korlátok és mindenki a maga örömét keresi. A keskeny útra vezető szoros kapu előtt Jézus Krisztus áll és így szól: Járjatok a keskeny, göröngyös úton, amelyen én is jártam, amelyen a keresztet hordozva vívtam ki a győzelmet számotokra. Vegyétek fel az önmegtagadás, lemondás, a szolgálat, a szenvedések keresztjét énérettem. A keskeny út a Golgotán át vezet keresztül, de végül a menny dicsőségébe vezet, az örök élet és boldogság hazájába.
Senki sem éli Isten törvényét, ha nem szolgál másoknak. Sok keresztény hívőnek vallja magát, de nem élik Krisztus irgalmas, önzetlen, szolgáló életét. Sokan, akik keresztényeknek hiszik magukat, nem értik, mit jelent Istent szolgálni. Úgy terveznek és tanulnak, hogy saját önző céljaik elérésére törekszenek. Minden cselekedetükben önmagukat tartják szem előtt. Az idő csak annyiban értékes számukra, amennyiben önmaguknak gyűjthetnek. Az élet minden dolgában ezt a célt követik. Nem másoknak, hanem maguknak szolgálnak. Az "ÉN" hatalma azonban olyan óriási, hogy minden mást eltakar. Akik ily módon élnek, hasonlóak az evangéliumokban említett fügefához, mely nagyra tartotta magát, de gyümölcse nem volt. Jézus hangsúlyosan kijelentette:
```
Minden fa, a mely nem terem jó gyümölcsöt, kivágattatik és tűzre vettetik.
[
7
]
[
8
]
```

Sokan megtartják az istentisztelet külsőségeit, de bűnbánat és megtérés nélkül. Azt vallják, hogy tisztelik Isten törvényét, de az őszinte engedelmesség hiányzik. Beszélnek, de nem cselekszenek. Krisztusnak a fügefára kimondott ítélete megmutatta, milyen gyűlöletes szemében ez a hiábavaló kérkedés.
A fügefa példázata, melyet Krisztus jeruzsálemi látogatása előtt mondott el, közvetlen kapcsolatban áll azzal a leckével, melyet a gyümölcstelen fa megátkozásával adott. A példázat terméketlen fájáért könyörgött a vincellér: hagyd meg még ez esztendőben, míg körös-körül megkapálom és megtrágyázom, s ha gyümölcsöt terem, jó, ha pedig nem, azután vágd ki azt. A gyümölcstelen fa fokozott gondozásban részesült. Minden lehetőséget megkapott. Ha mégis gyümölcstelen marad, semmi sem mentheti meg a pusztulástól.
Krisztus igaz követői nem önmagukat dicsőítik és a saját hasznukat lesik, hanem a szolgálatra való alkalmakat keresik.  
Isten azt akarja, hogy népe nyilvánítsa ki országának alapelveit, azért hogy életükben és jellemükben bemutassák ezeket az elveket. Azt kívánja, hogy különüljenek el a világ szokásaitól, eljárásaitól és szellemétől. Az ő terve szerint népének buzgólkodnia kell embertársaikért. A hívőknek szeretetteljes szolgálat által kell elébe menniük a bűnösöknek és a szükségben levőknek. Isten személyes szolgálatot vár el mindenkitől, akire rábízta az igazság ismeretét. A betegekért, elesettekért és a nélkülözőkért végzett szolgálat nem hagyhatók rá bizottságokra, egyházi csoportokra és jótékonysági intézményekre. Mindezek egyéni felelősséget és erőfeszítést, valamint személyes áldozatot követelnek a hívőktől. Minden egyes ember, aki részesült az isteni megvilágosításban, fényt és szeretetet kell hogy árasszon azok ösvényére, akik nem ismerik az élet világosságát. Mindnyájunknak együtt kell munkálkodnunk Istennel. Egy tétlenül ücsörgő vagy csak önmagáért élő ember nem lehet az Ő szolgája.
A szeretetből fakadó szolgálat a legszebb istentisztelet, az ilyen szellemben történő szolgálat jutalma sem fog elmaradni. „Atyád, aki titkon néz, megfizet néked nyilván.” Amennyire átadjuk magunkat Istennek az emberek szolgálatára, annyira ragadhatjuk meg Istent. Senki sem áraszthatja szívéből és életéből másokra Isten áldásának folyamát, hogy önmaga ne részesüljön gazdag jutalomban.
Ésaiás próféta írja a könyvében: 
```
Törd meg az éhezőnek kenyeredet, és a hajléktalan szegényt fogadd be házadba! Ha mezítelent látsz, öltöztesd föl, és ne fordulj el embertársad elől! Akkor majd felragyog világosságod, mint a hajnal, és a rajtad ejtett seb gyorsan beheged. Előtted halad majd igazságod, és az Úr dicsősége lesz a hátvéded. Akkor majd, ha szólítod, az Úr válaszol... és vezérel téged az szüntelen, megelégíti lelkedet nagy szárazságban is ... és olyan leszel, mint a megöntözött kert, és mint vízforrás, melynek vize el nem fogy
”
[
14
]
```

Apró figyelmességek, jó és önfeláldozó cselekedetek, amelyek oly csendben áradnak szét, mint a virágillat, nagyban hozzájárulnak az élet megszépítéséhez.
Akik az irgalmasságot, jótékonyságot és önzetlen szolgálatot gyakorolják, azoknak jutalma nem marad el. Akik krisztusi jellemre és tökéletességre törekednek, földi vetésük szerint aratnak majd dicsőséget az eljövendő világban. Az e földön megkezdett mű, ott, a szentebb és dicsőbb életben lesz tökéletessé, hogy mindörökké fennmaradjon.
Krisztus arra tanította tanítványait, hogy az Istennek való szolgálat a legelső. 
Ha odafentről születünk, ugyanaz a gondolkodás hat át bennünket is. Megértjük: munkánk értékét nem az szabja meg, hogy mekkora zajt csapunk a világban, vagy milyen aktívak, buzgók vagyunk önmagunkért. Munkánk értéke azzal arányos, amilyen mértékben a Szentlélekből részesülünk.
Ha akaratunk beleolvad Isten akaratába, ajándékait mások áldására használjuk, meglátjuk, hogy az élet terhe könnyű. Aki Isten parancsolatainak útján jár, az Krisztussal jár. A próféták által adatott az üzenet: „Így szól az Úr: Álljatok az utakra, és nézzetek szét, és kérdezősködjetek a régi ösvények felől, melyik a jó út, és azon járjatok, hogy nyugodalmat találjatok a ti lelketeknek!” 
A Tízparancsolat első négy parancsa ebben az egyetlen hatalmas előírásban foglalható össze: „Szeresd az Urat, a te Istenedet teljes szívedből”. Az utolsó hat a másikban összegezhető: 
```
„Szeresd felebarátodat, mint magadat”.
[
17
]
```

Mindkét parancsolat a szeretet alapelvének kifejezése. Nem lehet az elsőt megtartani és a másodikat megszegni, sem a másodikat megtartani és közben az elsőt megszegni. Ha Isten elfoglalja jogos helyét a szívünk trónusán, felebarátunk is az őt megillető helyre kerül. Úgy fogjuk szeretni, mint önmagunkat. Csak ha Istent mindenek fölött szeretjük, akkor szerethetjük felebarátunkat elfogultság nélkül. Mivel az összes parancsolat összefoglalható az Isten és ember iránti szeretetben, ebből következik, hogy ennek az alapelvnek az áthágása nélkül egyetlen parancsolat sem szeghető meg.
Krisztus jellemének szeretetreméltósága látható lesz tanítványaiban. Az isteni kegyelemből újjászületett szívben a szeretet képezi minden cselekedet indítórugóját. Megváltoztatja a jellemet, vezeti és kormányozza az indítóokokat, zabolázza a szenvedélyeket, legyőzi az ellenséges indulatokat és gondolatokat. Ha ezt a szeretetet ápoljuk lelkünkben, megédesíti lelkünket és nemesítő hatást árasztunk környezetünkre. 
Az igaz hívők mindent megtesznek, hogy magukat Istennel összhangba hozzák. Mindahhoz, amit az ember Krisztus nélkül tesz, bűn és önzés tapad.
A lelkiismeret és a szentírás mindig megmutatja nekünk azt az utat, amelyen járnunk kell, az önérdek azonban rendszerint egy másik utat jelöl meg. Evilági érdekeink rendszerint a rossz irányba igyekeznek bennünket téríteni, és ha megalkuszunk Sátánnal, akkor ez az alku hamarosan a kárhozat útjára sodor bennünket.
```
Ti vagytok a föld sója. De ha a só ízetlenné válik, mivel sózzák meg? Semmire sem jó többé, mint hogy kidobják
[
18
]
```

A sót tartósító és romlástól megóvó ereje miatt becsülik. Isten sónak nevezi gyermekeit, amivel arra tanította őket, hogy szándéka szerint általuk akar megnyerni másokat. Nemcsak azért választott ki Isten valamennyi nép közül egy népet magának, hogy őket fiaivá és leányaivá fogadja, hanem hogy általuk megmentő kegyelme feltáruljon minden ember előtt. Isten Ábrahámot sem azért választotta ki, hogy csupán barátja legyen, hanem hogy általa valamennyi nép elfogadhassa azokat a nagyszerű kiváltságokat, amelyeket az Úr nekik akart adni. Kereszthalála előtt Jézus a következő imát mondta tanítványai körében: „És én őérettük odaszentelem magamat, hogy ők is megszenteltekké legyenek az igazságban”. Hasonlóképpen, azok a keresztények is, akiket az igazság megtisztított, olyan megmentő tulajdonságokkal bírnak, amelyek a világot a teljes erkölcsi romlástól megóvják. 
A sónak az eltartásra szánt anyaggal teljesen össze kell vegyülnie, azt egészen át kell hatnia és át kell járnia. Hasonlóképpen, csakis személyes érintkezés útján juthat el az emberekhez az evangélium meg-mentő ereje. Nem menthetjük meg őket nagy tömegben, hanem csak egyenként. A személyes befolyás hatalom. Ezért közel kell jutni azokhoz, akiken segíteni akarunk.
A só íze a keresztény életerejét jelképezi: Jézusnak szívünkben lakozó szeretetét és Krisztusnak a mi teljes valónkat átható életszentségét. Krisztus szeretete kiárad a szívből, és másokat is befolyásol; ha bennünk lakozik, másokra is kiárad. Úgy kell hozzájuk közelednünk, hogy szívük a mi önzetlen részvétünktől és szeretetünktől felmelegedjék. Az őszinte hívőkből életet jelentő erő árad szét azokra, akikkel kapcsolatba kerülnek.
```
Ti vagytok a világ világossága... Úgy fényljék a ti világosságtok az emberek előtt, hogy lássák a ti jó cselekedeteiteket, és dicsőítsék a ti mennyei Atyátokat.
[
21
]
```

Krisztus követői többet kell, hogy jelentsenek embertársaik számára, mint csupán egyszerű fénysugár; ők legyenek a világ világossága. Jézus így szól mindazokhoz, akik nevében könyörögnek: „Ti nékem adtátok át magatokat, én pedig a világnak adtalak benneteket, hogy képviselőim legyetek.” Amint Őt küldte az Atya e világba — mondotta —, „akképpen küldelek benneteket én is a világba” (Jn 17:18). Miként Krisztus az Atyát nyilatkoztatta ki, úgy kell mi, keresztények is valljunk Krisztusról! Ne feledjétek, hogy az Üdvözítő — a világ világosságának egyedüli forrása — emberek által nyilatkozik meg! Isten áldását emberi eszközök közvetítik. Krisztus is, mint embernek Fia jött közénk. Ha az emberi természet az istenivel egyesül, nem maradhat hatástalan. Krisztus minden egyes tanítványa eszköze a mennynek, hogy az embereknek kinyilatkoztassa Istent.
Jézus Krisztus nem beszéli ugyanazt a nyelvet, mint mi és ezért értjük meg olyan nehezen Őt. Mi gyakran a világban való érvényesülésről beszélünk, Ő azt mondja: a kereszt útján érvényesülsz. Mi hatni akarunk a világra, Ő azt mondja: légy az utolsó. Mi hatalomról szólunk, Ő azt mondja: légy gyermekké. Mi gazdagságról beszélünk, Ő azt mondja: jegyezd el magad a szegénységgel. 
Jézus Krisztusnak mások az eszméi, más a gondolkodása,  más az életmódja, mások a módszerei, mások az ítéletei. Nehéz megérteni egymást, ha más-más nyelvet beszélünk! 
```
Ne szabjátok magatokat e világhoz, hanem alakuljatok át gondolkodástok megújulásával, hogy fölismerjétek, mi az Isten akarata, mi a helyes, mi kedves neki, és mi a tökéletes.
[
23
]
```

Minthogy rendszeresen olvassuk az újságot, nézzük a TV-t, azok elveit valljuk. Minthogy figyeljük és csodáljuk az úgynevezett nagy embereket vagy sztárokat, végül úgy cselekszünk és gondolkodunk, mint ők. Minthogy szeretjük a világot, hasonlítani kezdünk rá és úgy élünk, mint a világi emberek. Ha rendszeresen olvassuk az Evangéliumot, lassan-lassan magunkévá tesszük Krisztus szemléletét, érzéseit, gondolatait, ítéleteit, egész gondolkodásmódját.
„Hirdesd az Evangéliumot egész életeddel!” 
azt jelenti,  hogy olyan fogékony legyünk a Szentlélek sugallata iránt, s úgy formáljon át az Evangélium, hogy érzéseink, gondolataink, ítéleteink, gondolkodásmódunk teljesen krisztusivá legyen. Minél többet foglalkozunk az Evangéliummal, annál evangéliumibb, annál apostolibb leszünk. 
Minden alkalommal, amikor a szeretetről teszünk bizonyságot és önzetlenül szolgálunk másoknak, szavak nélkül hirdetjük Jézus Krisztust. Minden előrehaladás a szeretetben és szolgálatban egyúttal haladás Isten felé is. Láncot kell alkotnunk. Először azokkal, akiknek meg tudjuk fogni a kezét. A közelünkben levőkkel: családdal, a házbeliekkel, a szomszédokkal, majd mindenkivel akivel kapcsolatba lépünk. Ha nem alkotunk szerető közösséget velük, elszigetelődünk. Az elszigetelt ember emberileg nézve kudarcot vallott; Isten tervében elvettetett.
A mai embernek is lehetnek bálványai: a vagyona, az ingóságai, az autója, a teste, ilyen vagy olyan szenvedélye.
Nem szolgálhatunk két úrnak. Választanunk kell. A hit azt jelenti, hogy Jézus Krisztust választjuk, és minden egyebet alárendelünk Jézus Krisztusnak és az Ő parancsolatainak. A világi és a keresztényi élet két különböző út.
```
„
Senki sem szolgálhat két úrnak, mert vagy az egyiket gyűlöli, és a másikat szereti, vagy az egyikhez ragaszkodik, és a másikat megveti. Nem szolgálhattok Istennek és a mammonnak.
”
[
24
]
```

Az önmagának élő hívő ember elképzelhetetlen. Ha az ember üdvözülni akar, teljesen ki kell tárnia magát Istennek és követni parancsolatait. Már e földön tökéletessé kell válnia, aki teljesen megszabadult önző énjétől, kívánságaitól, és magába fogadta Istent és az egész emberiséget.
Krisztus bizonyságtevői vagyunk, és nem engedhetjük, hogy világi érdekek és tervek kössék le időnket és figyelmünket. 
Aki be szeretne menni a mennyek országába, földi élete során napi kapcsolataiban Jézust kell bemutatnia. Ez tesz minket Krisztus hírvivőivé, bizonyságtevőivé. Egyértelmű, határozott bizonyságtételt kell hordoznunk, az embereket Istenhez vezetve. 
Megszentelt csatornáknak kell lennünk, amelyeken keresztül a mennyei élet fénye másokhoz is beáramlik.
Jézus valamennyi követőjének a munkája, amit a menny küldötteiként el kell végezni a családban, a szomszédok között, a városban vagy a kerületben, ahol élnek. Akik Istennek szentelték magukat, azok a világosság csatornái. Az Úr az igazság eszközeinek tette meg őket, akik a világosságot közvetítik a többi embernek.
A Biblia vallása nem zárható be egy könyv lapjai közé, sem egy gyülekezet vagy templom falain belülre. Nem hozható alkalmanként felszínre saját hasznunkra, hogy aztán újra gondosan félretegyük. A vallásnak meg kell szentelnie a mindennapi életet, hogy megnyilvánulhasson minden ügyünkben és összes társasági kapcsolatunkban. 
Isten terve az, hogy népében dicsőüljön meg a világ előtt. Azt várja el azoktól, akik Krisztus nevét hordozzák, hogy gondolatban, szóban és a mindennapi tettekben egyaránt őt képviseljék.

## Iszlám
Az igaz muszlim Isten helytartója a földön. Az egész világ érte, s ő Istenért létezik.
Korán 94:7- Amikor befejezted a (teendődet), akkor add át magad (az istenszolgálatnak).
A legtöbb ember távol áll Allah szolgálatától, el van foglalva evilági vágyaival, ezért Allah büntetésként a Tűz legalsóbb helyére teszi őket.
A Korán világosan kinyilatkoztatja: „Nem lehet igazhitű az, ki testvérének nem azt kívánja, amit magának kívánna. Isten (Alláh) nem lesz szeretetteljes ahhoz, aki nem viseltetik szeretettel az Ő teremtményei iránt. Isten számára az a legkedvesebb, akiből a legnagyobb jóság árad az Ő teremtményei felé. Akitől az emberiségnek csak java származik, az az emberek legjobbika. Isten minden teremtményét a családtagjának tekinti. Fölöttébb kedves Isten számára az, ki a legtöbb jótéteményt próbálja cselekedni teremtményeivel. Adj enni az éhezőnek, látogasd a beteget, és szabadítsd ki a foglyot, ha igazságtalanul vetették börtönbe! Segíts minden elnyomotton, legyen az muszlim vagy nem muszlim. Mindenekelőtt szeresd embertársadat!” Mohamed próféta inkább etikát, mint mély filozófiát tanított az embereknek, mivel azok nem rendelkeztek megfelelő iskolázottsággal.
Az alamizsnálkodás vagy jótékonykodás vallási kötelességnek számít. Mohamed azt mondta: „Minden jó cselekedet jótékonykodás. Ha rámosolyogsz a testvéredre, az jótékonykodás. Ha egy vándort útba igazítasz, az is jótékonykodás.  Senki nem lehet muszlimmá és nem érheti el Allahot, ha nem ismeri el minden vallás lényegi igazságait.  A Korán kijelenti: „Bárki elérheti az üdvözülést hite és jó cselekedetei által. Öld meg az egót! Szolgáld a szenvedő emberiséget! Áldozd pénzed, időd és energiád a szegények és elnyomottak szolgálatára! Ez elhozza az üdvösséget vagy szabadságot.” Az önzetlenség és a szeretet azok az eszmények, amelyeket egy muszlimnak követnie kell.
A Korán így ír: 
Az üdvösség nem az, hogyha orcátokat Napkelet, vagy Napnyugat felé irányítjátok. Az üdvösség az, ha valaki hisz Allahban, a Végső Napban, az Angyalokban, a könyvben és a Prófétákban és aki pénzét (bármennyire is szereti) odaadja a rokonainak, az árváknak, a szegényeknek, az úton járónak, a koldusoknak és a rabszolgák kiváltására, és aki elvégzi az Imádságot és megadja a zakátot (alamizsna, adomány)... Jaj az imádkozóknak... akik gyakorolják a képmutatást és a segítségadást megtagadják.
Az iszlámban a szúfizmus egyfajta életmód, szemlélet, világkép. Ibn al-Arabi  középkori misztikus és filozófus (1165–1240) igen nagy hatású könyvet írt és bevezette a szúfizmusba a "minden teremtmény egysége" fogalmát.
A szúfik úgy szolgálnak embertársaiknak, hogy a szolgálatot minimális kötelességüknek, nem pedig legvégső teendőjüknek tekintik. Ha segítenek valakin, nem várnak érte köszönetet, hanem megköszönik Istennek, hogy alkalmat adott a szolgálatra, s hálásak annak is, akin segíthettek, amiért segíthettek. A szolgálat lényegéhez tartozik, hogy túllépjünk azon a fejlődési fokon, ahol viszonzást várunk érte. A világban lenni, de nem a világból: ez a szúfi jeligéje. A szúfi, dervis vagy fakír az iszlámban olyan embert jelent, aki kétségbe vonja az uralkodó társadalmi normákat, és fontosabbnak tartja a mások iránti szeretetet, mint a formális vallást vagy az anyagi javakat. Az ő céljuk az Istennel való egyesülés (فناء , faná) az ego megsemmisítése által.

## Hinduizmus
"Az emberiség szolgálatán keresztül szándékozom meglátni Istent, mert tudom, hogy Isten nem az egekben s nem is odalenn lakozik, hanem mindenkiben. Mindannyiunknak meg kell vizsgálnunk bensőnket és megtisztítani a szívünket, amennyire csak lehet. Át kell gondolnunk, hogyan tehetjük magunkat jobbá." (Mahatma Gandhi)
"Elvárom, hogy mindannyian (a követőim) a szolgálatnak szenteljék az életüket, gyakoroljanak önuralmat a lehetőségeik szerint és mondjanak le a vagyonszerzés vágyáról. "  (Mahatma Gandhi)
A hinduizmus és a szikhizmus az önzetlen szolgálatot a szevá szóval (szanszkrit: सेवा, pandzsábi: ਸੇਵਾ) fejezi ki. Miért kell szolgálni a szegény embereket, a társadalmat, az egész szenvedő emberiséget? Mert a szolgálat által megtisztul a szívünk. Az egoizmus, a gyűlölködés, az irigység és felsőbbrendűség gondolatai eltűnnek, és megjelenik az alázat, a tiszta embertársi szeretet, az együttérzés, a tolerancia és a könyörület. Megszűnik az elkülönültség érzése, látókörünk kiszélesül, az önzés gyökerestül kipusztul, és megtapasztaljuk az emberiség egységét; szívünk megnyílik és nagylelkű, nyitott látásmódra teszünk szert.
Egyedül az önzetlen szolgálat képes megtisztítani a szívünket és megtölteni isteni erényekkel. 
A spirituális út az emberiség önzetlen szolgálatával kezdődik. Az önzetlen szolgálat a jelszó az üdvösséghez vezető úton. Az önzetlen szolgálat készíti fel a törekvőt a kozmikus tudatnak, vagy az Istennel való egységnek a megvalósítására. A szádhaka (spirituális útkereső) önzetlen szolgálattal és adakozással (dána) nyitja meg a szívét és tisztítja meg alantas elméjét.
Az emberiség szolgálata Isten szolgálata. Istent a saját teremtményein lehet legjobban szolgálni vagy imádni. Aki minden önzetlen tevékenységet Ísvaárpanaként, Istennek tett felajánlásként végez, annak spirituális fejlődése megindul. Isteni lény válik belőle. De ehhez alaposan meg kell vizsgálnia a szándékait, és minden önzést megsemmisítenie. Az "én" és az "enyém" gondolatának megszüntetésével a kötelékektől is megszabadul.

### Ammá
Ammá (Máta Amritánandamaji) a híres spirituális vezető és tanító az önzetlen szolgálat útját javasolja a saját példamutatásával. 
Ezt mondja: “Az önzetlen szeretet és szolgálat nem halványulhat el e földkerekségen. Tudja meg mindenki, hogy lehetséges csak a szeretetnek és a szolgálatnak szentelt életet élni!
A spiritualitás (szádhana) az élet gyakorlati tudománya. Azon kívül, hogy az önmegvalósításhoz mint végső célhoz vezet, megtanít minket a világ természetére, az élet megértésére és arra, hogyan éljük a lehető legteljesebb életet.
Ammá alapján az odaadás és az önzetlen szolgálat útja a legbiztonságosabb és a leghasznosabb a legtöbb ember számára.
Tanítása alapján a meditáció és a szent iratok tanulmányozása a vallásosság egyik oldala. Az önzetlen szolgálat az ami igazi értékkel ruházza fel azt. A részvét és önzetlen cselekedeteink eljuttatnak bennünket egy mélyebb igazsághoz. Önzetlen cselekedeteink által lemorzsoljuk az egónkat, mely elrejti Önvalónkat. Az önzetlen tettek azok, amelyek elvezetnek bennünket a szabadsághoz. Az ilyen cselekedet nem csupán munka, sokkal inkább karma-jóga.”
Ammá folyamatosan hangsúlyozza, hogy életünk valódi célja az, hogy felismerjük, kik is vagyunk valójában. Azt mondja: “Amint megtapasztaljuk Önvalónkat, az életünk teljessé válik, nem lesz többé semmi, amit meg akarnánk szerezni. Életünk akkor válik teljessé, tökéletessé.”

### Rámakrisna
A 19. századi szent, Rámakrisna hirdette, hogy:
„Ha egy emberen segítesz, Istent segíted.” 
Ez az üzenet lett az alapja tanítványa, Szvámi Vivekanda munkájának is.

### Karma jóga
A karma jóga (szanszkrit: कर्मयोग) az önzetlen cselekvésre és szolgálatra ösztönöz. A „karma” jelentése: „tett”, „cselekedet”. Minden ténykedésünk – a beszéd, a mozgás, de minden gondolatunk, szavunk is – karmának minősül. Minden tettünk egy annak megfelelő következménnyel jár, valamilyen hatást gyakorol a testre, az elmére és a tudatra, s az eredménye megfelel az erkölcsi értéknek és a szándéknak, amellyel végrehajtották.  A karma két fajtája az önző és önzetlen cselekvés.
Imádkozz és dolgozz! Ez a karma jógi jelmondata Isten felismeréséhez. A karma jóga célja, hogy az ember lemondjon önös érdekeiről, vágyairól és hogy egy felsőbb erőt szolgáljon. Sri Chinmoy spirituális tanító alapján az igazi karma-jógi az, akinek az értelme állandóan tudatában van Istennek, és akiben őszinte szeretet él az emberiségben lakozó Isten iránt.
A karma jógát gyakorló adhikárik úgy tartják, hogy az ember, tetteinek összes gyümölcsét fel kell ajánlja Istennek, aki minden ember szívében ott lakozik. Az embert önzetlen, bölcs cselekedetei szabadítják meg a tettek gyümölcsi által teremtett köteléktől. Ha valaki helyesen cselekszik, és tetteivel nem teremt köteléket, valamint magasabb szintű tudásra tesz szert, megszabadítja énjét a születés és halál körforgásából (móksa).
A karma-jógában nem létezik alantas vagy felsőbbrendű szolgálat. A karma jógik között nincsen alsóbb- vagy felsőbbrendűség. Egy gépezet zökkenőmentes működésében minden csavarnak és rugónak ugyanolyan fontos szerepe van. Ehhez hasonlóan, egy összehangolt munkában a legcsekélyebb feladatot ellátó vagy jelentéktelen részletet felügyelő ember ugyanannyival járul hozzá egy vállalkozás sikeréhez, mint maga a főirányító. Az a törekvő, aki a világi emberek által alantasnak tartott tevékenységet szívesen és örömmel végzi, tetterős jógivá válik. Megszabadul az önteltségtől és az egoizmustól. Nem esik többé a büszkeség hibájába. Ebben példamutató Mahatma Gandhi élete. Ő soha nem tett különbséget alantas és elismeréssel járó munka között. Számára a legmagasztosabb tevékenységet az utcák söprése és a latrinák takarítása jelentette. Számára ez volt a legszentebb púdzsá (szolgálat). Különböző szolgálatok végzésével teljesen megsemmisítette a látszat-én-t. Sok magasan képzett személy csatlakozott ásramjához, hogy jógát tanuljanak tőle. Azt hitték, hogy Gandhidzsi (Gandhi) egy külön helyiségben majd valamilyen rejtélyes dolgot fog nekik tanítani és leckéket vehetnek pránájámából, meditációból és a kundaliní felébresztéséből. Nagyot csalódtak, amikor arra kérték őket, hogy takarítsák meg a latrinákat.
A szádhakának (spirituális útkeresőnek) egyetlen lehetőséget sem szabad elmulasztania mások megsegítésére vagy szolgálatára. 
Békét és harmóniát kell teremtenie a széthúzás és viszálykodás helyett. Nem szabad figyelembe vennie, ha megsértették. Túl kell emelkednie a gúnyolódáson, a megrováson és a dicséreten éppúgy, amelyek csak vibrációk a levegőben. Minden munkát koncentrációval, odaadással, önzetlenséggel kell végeznie. Nem az eredménnyel kell foglalkoznia, a sikerre vagy kudarcra gondolva. Meg kell tennie a tőle telhetőt, a többit pedig rábíznia Istenre.
Szvámi Sivananda írja: Olyan eszményeid legyenek, mint a szegények, betegek szolgálata, az elesettek felemelése, a világtalanok vezetése, javaid megosztása másokkal, a rászorulók vigasztalása, a szenvedők felvidítása! Bízz töretlenül Istenben! Szeresd szomszédodat úgy, mint magadat! Merülj el a munkában! Keresd a lehetőséget a szolgálatra! Legyen célod Isten felismerése! Az enyém gondolatának megszűnésével a kötelékektől is megszabadulsz. Mindig alaposan vizsgáld meg a szándékaidat, és az önzést semmisítsd meg! Mielőtt nyugovóra térsz, ülj le és vedd számba a cselekedeteidet! Ha csak egy ember könnyeit sikerült letörölnöd és vigaszt nyújtani valakinek , akkor az a nap nem telt el hiába. De ha nem voltál senki segítségére, nem ejtettél ki egyetlen szót sem, amely egy gyötrődő ember szívén könnyítene, akkor azon a nap hiába éltél, azt a napot elvesztegetted.
Nem sok választja el az önzést, az önzetlenségtől, a szeretetet, a gyűlölettől. Ha valaki túllép e határvonalon, örömét lelheti abban, ha másokért tehet anélkül, hogy viszonzást várna cserébe. Ez a legnagyobb öröm mind közül; alapvető lépés a megvilágosodáshoz vezető úton. Az önző ember sohasem juthat el idáig, mert az egója által kiépített határok között marad. Az önzetlen ember megedzi egóját és magasabb szintű célokra tartogatja. Világunkban az emelkedett szellemű férfiak és nők általános jellemvonása az önzetlenség. Semmit sem érhetünk el önzetlen szolgálat nélkül. A szentírások minden rítusa és tudása hiábavaló, ha tetteink nélkülözik az önzetlenséget.
Tevékenykedj mindig abban a tudatban, hogy a Kozmikus Akaratnak engedelmeskedsz! Szolgálj fáradhatatlanul! Váljon belőled az emberiség szolgája! Ez Isten felismerésének titka.

## Buddhizmus
bővebben: Felebaráti szeretet

## Összefoglalás
A nagy spirituális tanítók arra tanítottak, hogy szívünk legyen tele a mások iránti szeretettel, mert minden ember a testvérünk. Önző céljaink kielégítése helyett szolgáljuk az emberiséget, segítsünk másokat, anélkül, hogy ezért elvárnánk a legcsekélyebb jutalmat is. Jutalmunkat már meg is kaptuk: azt a belső kitágulást, melegséget, örömet, amely akkor árasztja el a lényünket, amikor másokat önzetlenül szeretünk és szolgálunk. Ez egy óriási jutalom, az életben ennél nagyobb nem létezik.
Ha elvárjuk, hogy jutalmat kapjunk azért, amit teszünk, az azt jelenti, hogy a dolgokat rosszul értelmezzük. Az aki a szeretet és szolgálat titkát megértette, semmit nem vár el. Azért mert folyamatosan a teljességben és az örömben él, sugárzik, és ezáltal rengeteg barát bizalmát és viszont-szeretetét nyeri el. Az igazi öröm akkor kezdődik, amikor abbahagyjuk saját boldogságunk keresését, azért, hogy megpróbáljunk másokat boldoggá tenni.
Amint arra a tudatos döntésre jutottunk, hogy a spirituális világhoz csatlakozunk és kitartóan igyekszünk leküzdeni alacsonyabb rendű természetünket, olyan érzésünk támad, mintha segítséget kapnánk egy láthatatlan erőtől.
A spirituális világ a belső harmónia, a tökéletes igazságosság, a szeretet és az önzetlen szolgálat világa. A kereső egyén felismeri, hogy minden élő egy, és felismeri, hogy amikor másnak okoz kárt, önmagának teszi azt. Ugyanígy, amikor másnak segít, önmagán segít, és az igazság, miszerint jobb adni, mint kapni, élete valóságává válik.
```
Aludtam, és azt álmodtam, hogy az élet: öröm,

Felébredtem, és láttam, hogy az élet: szolgálat

Cselekedtem, és lám – a szolgálat: öröm.
   
(
Rabindranáth Tagore
)
```